# アン・オブ・ヨーク (エクセター公妃)

アンの最初の夫である3代エクセター公ヘンリー・ホランドの紋章：イングランド王家の紋章にフランス王家の紋章のボーデュア

セントレジャー家の紋章：青地に銀のフレッティ、金のチーフ

アン・オブ・ヨーク（Anne of York, 1439年8月10日 - 1476年1月14日）は、3代ヨーク公リチャード・プランタジネットとセシリー・ネヴィルの長子。エドワード4世およびリチャード3世の姉にあたる。最初に3代エクセター公ヘンリー・ホランドと結婚したが離婚し、のちサー・トマス・セントレジャーと再婚した。

## 結婚と子女

### 最初の結婚
1446年1月30日、アンは6歳でヘレフォードシャーのハットフィールドで3代エクセター公ヘンリー・ホランド（1430年 - 1475年）と結婚した。薔薇戦争の間、エクセター公は妻の実家であるヨーク家と対立するランカスター家に味方していた。エクセター公はウェイクフィールドの戦いと第二次セント・オールバンズの戦いでランカスター家が大勝利を収めた際に指揮官を務めた。また、タウトンの戦いでランカスター家が敗北した際にも指揮官を務めた。エクセター公は戦いの後スコットランド王国に逃亡し、その後、ランカスター家のヘンリー6世の王妃でフランスに亡命中のマーガレット・オブ・アンジューと合流した。1461年3月4日、アンの弟ヨーク公エドワードがロンドンでエドワード4世として即位した。エクセター公は領有権を剥奪されたが、新国王は領地をアンに与え、残余権を娘のアン・ホランドに与えた。アンとエクセターは1461年に別居し、1471年11月5日に近親婚を理由に離婚した。ヘンリー6世の復位した間、アンは兄エドワードに忠実であり続け、政治に介入したのはおそらくこれが唯一のことであったと思われるが、兄のクラレンス公ジョージを説得してランカスター派から寝返るよう働きかけた。アンの主張は決定的ではなかったとしても、確実にいくらかの効果があり、エドワードの復位に役割を果たした。
アンはエクセター公との間にアン・ホランド（1461年生）という一人娘をもうけ、エドワード4世の王妃エリザベス・ウッドヴィルと最初の夫との間の息子アストリー卿トマス・グレイ（後の初代ドーセット侯）と結婚した。アン・ホランドは1467年8月26日から1474年6月6日の間に、子供を残さずに亡くなった。トマス・グレイはその後、同じく裕福な若い女子相続人の7代ハリントン女男爵セシリー・ボンヴィルと結婚し、子供をもうけた。

### 2度目の結婚
アンは1474年頃、エドワード4世（在位：1461年 - 1483年）の忠実な支持者であったトマス・セントレジャー（1440年頃 - 1483年）と再婚した。トマスはエドワード4世の弟で後に王位を継承することになるリチャード3世（在位；1483年 - 1485年）に対するバッキンガム公の反乱に加わったが、反乱が失敗に終わったため1483年に処刑された。しかし、1476年、エドワード4世はエクセター公の領地の大部分の残余権を王の姉アンとその家族に与えていた。そのため、アンが再婚すれば、将来生まれる子供がそれを相続できることになった。
アンはトマスとの唯一の娘、アン・セントレジャー（1476年1月14日 - 1526年4月21日）を出産中に亡くなった。アン・セントレジャーは残余権により、母の最初の夫ヘンリー・ホランドの財産の相続人となった。アン・セントレジャーは11代ロス男爵ジョージ・マナーズと結婚し、王の寵臣である初代ラトランド伯トマス・マナーズの母となった。

## 死と埋葬
アンは1476年に亡くなり、2月1日にセントジョージ礼拝堂のセントレジャー礼拝堂に埋葬された。この礼拝堂は、1481年にアンの夫トマス・セントレジャーがウィンザー城のセントジョージ礼拝堂の北翼廊に創建し、「2人の司祭が永遠に歌う」よう定められた。この礼拝堂は後に、アンの義理の息子である第11代ロス男爵ジョージ・マナーズ (ロス男爵夫妻の像が礼拝堂に置かれている) に敬意を表して、ラトランド礼拝堂と名付けられた。マナーズは初代ラトランド伯トーマス・マナーズの父である。セントレジャー礼拝堂の東壁には、アン・オブ・ヨークと夫のサー・トマス・セントレジャーを記念した真鍮製の記念碑が残っており、次のように刻まれている。

「この礼拝堂には、高貴な王エドワードに仕えるエクセター公妃アンが眠っています。また、夫のサー・トマス・セントレジャーの遺体もこの礼拝堂に埋葬され、永遠に美しい儀式が執り行われます。その魂に神の慈悲がありますように。アン・エクセター公妃は、我らの主の時代に亡くなりました。1475年」

アンの上に描かれている紋章は、父方のヨーク公家の紋章である。右半分はイングランド王家の紋章で、エドワード3世の三男で（ヨーク家が王位を主張した根拠である）初代クラレンス公ライオネル・オブ・アントワープ（1338年 - 1368年）の子孫であることを示している（ライオネルは、第4代アルスター女伯エリザベス・ド・バラ（1332年 - 1363年）と結婚した）。ライオネルの娘フィリッパは、第3代マーチ伯エドマンド・モーティマーと結婚した。その息子である第4代マーチ伯ロジャー・モーティマーは、アンやその弟エドワード4世たちの曽祖父である。左半分には、上部に金地に赤い十字（バラ家の紋章）、下部には金と青の６本のバリー、チーフ上には2つのジャイロンとその間に2本のペイレット、全体の上に銀色のインエスカッシャン（モーティマー家の紋章）が描かれている。